# Dorydiella floridana
Dorydiella floridana är en insektsart som beskrevs av Baker 1897. Dorydiella floridana ingår i släktet Dorydiella och familjen dvärgstritar. Inga underarter finns listade i Catalogue of Life.